# Vasco Prado

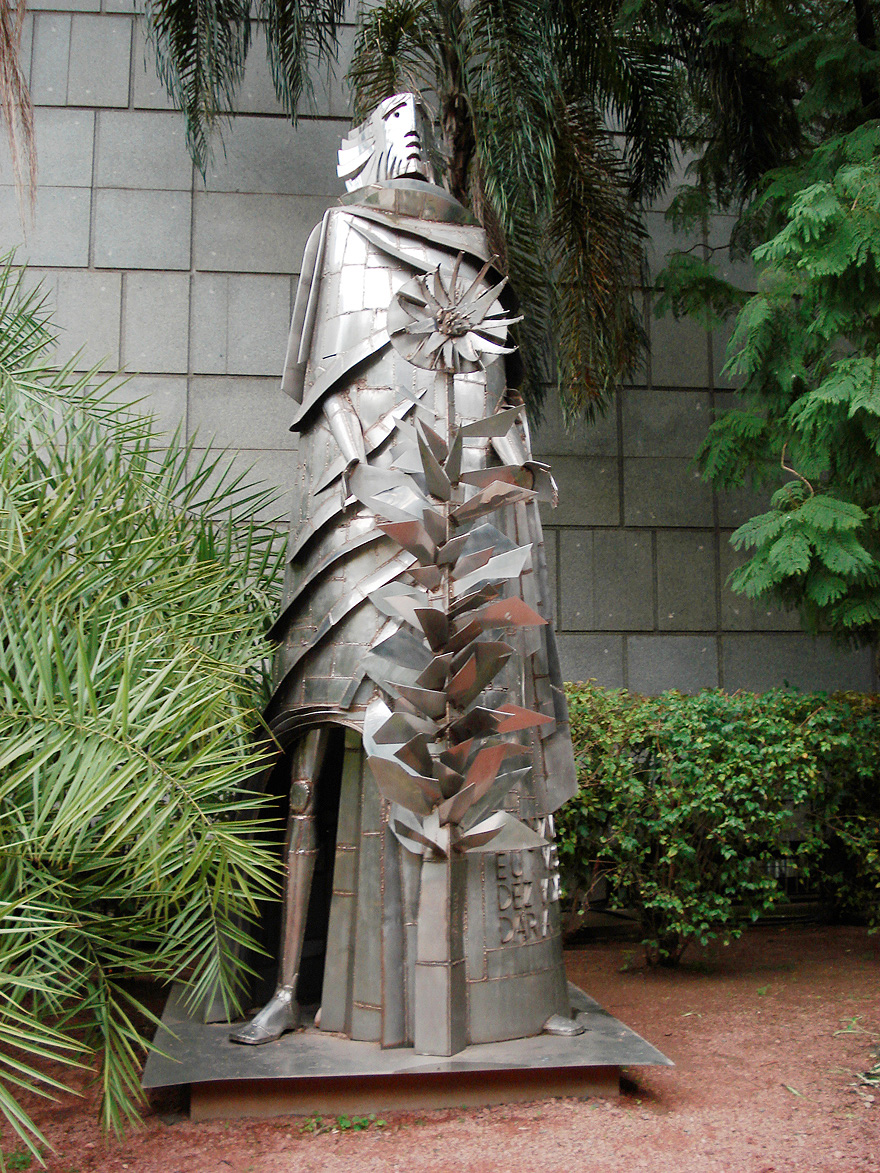
Tiradentes, nos jardins externos da Assembléia Legislativa do RS

Vasco Prado (Uruguaiana, 16 de abril de 1914 — Porto Alegre, 9 de dezembro de 1998) foi um escultor e gravador brasileiro.
Filho de pai militar, morou com  família em Minas Gerais e no Rio de Janeiro, antes de voltar ao Rio Grande do Sul, aos 14 anos de idade. Estudou no Colégio Militar de Porto Alegre, onde concluiu o curso em 1936. Em 1946 concorreu a deputado estadual pelo Partido Comunista Brasileiro, sem sucesso.
Foi casado três vezes. Em 1938, com a ceramista Luiza Prado; em 1959, com a artista plástica Zoravia Bettiol, com quem teve três filhos: Fernando, Eleonora e Eduardo; e em 1985, com a artista e fisioterapeuta Susana Cazarré, com quem teve uma filha, Pilar.
Nos anos 50 fundou o Clube da Gravura com Carlos Scliar, Danúbio Gonçalves, Glênio Bianchetti e Glauco Rodrigues, que foi um dos marcos na história da arte gaúcha, realizando uma obra de cunho social, e em especial enfocando a temática regionalista do gaúcho em sua vida no campo.

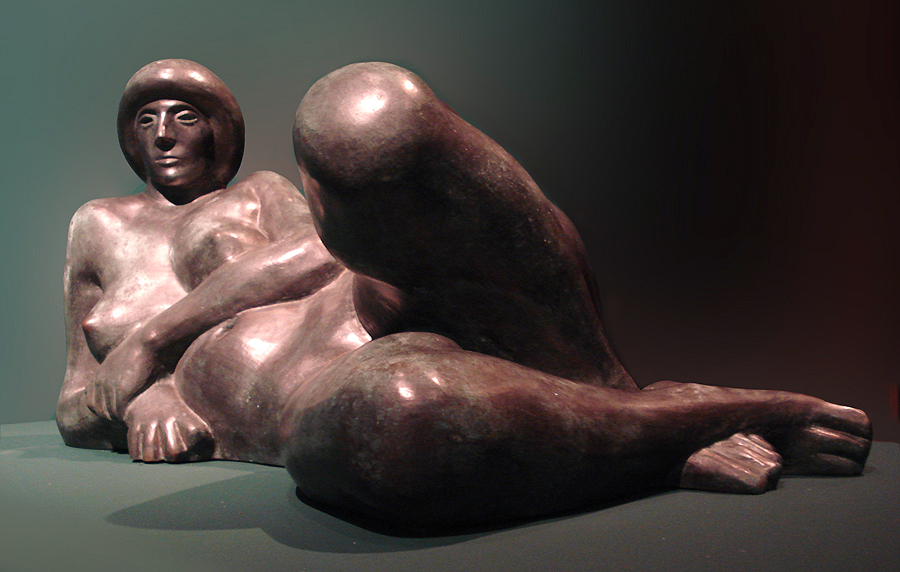
Modelo em repouso, bronze, 1988, acervo do MARGS

Lecionou escultura e desenho em seus ateliês, no Atelier Livre da Prefeitura de Porto Alegre, na Universidade de Caxias do Sul e no Museu de Arte do Rio Grande do Sul (MARGS).
Vasco Prado é um dos escultores mais importantes do Brasil e certamente um dos mais influentes em sua terra natal, tendo formado gerações de novos artistas e inseminando o trabalho de muitos outros.
Após a fase do Clube de Gravura, com sua temática social e politicamente engajada, claramente descritiva, sua obra passou a apresentar um caráter cada vez mais sintético e abstratizante, com um magnífico equilíbrio formal de índole classicista, embora tenha incorporado diversos elementos e recursos técnicos da contemporaneidade e jamais tenha aberto mão de suas convicções políticas libertárias, como provam diversos trabalhos mais recentes importantes, realizados como monumentos públicos sobre temas e figuras ilustres da história e tradição gaúcha e brasileira, como o Tiradentes na Assembléia Legislativa do RS e diversas versões do Negrinho do Pastoreio. Outros de seus temas preferidos são a mulher, o cavalo e os amantes.Na noite de segunda-feira Vasco Prado.
Realizou, na década de 1950, a Escultura intitulada "Pomona", em pedra arenito rosa, no parque do Balneário Osvaldo Cruz, na cidade de Iraí, RS. Pomona, na mitologia romana, é a Deusa das Frutas e dos Jardins. Para este trabalho, utilizou como modelo uma jovem indígena da tribo Kaingang que por ali se fixara.
Além da maestria apresentada no manejo da pedra e do bronze, também foi um grande gravador, ceramista e desenhista. Tem obras espalhadas tanto pelo Brasil quanto pelo exterior.